# День войск противовоздушной обороны (Россия)

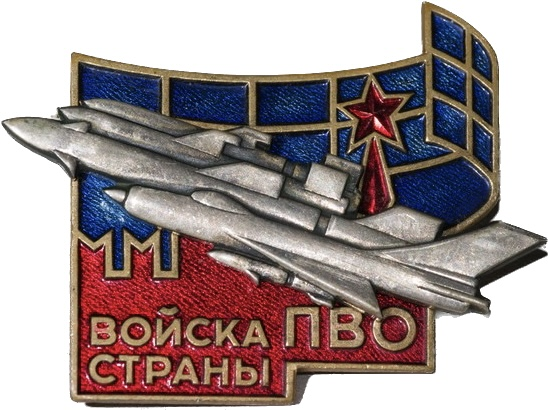
Почётный знак «Войска ПВО страны».

«День войск противовоздушной обороны» — в СССР был введен Указом Президиума Верховного Совета СССР № 1098-IX, от 20 февраля 1975 года, как профессиональный праздник военнослужащих обеспечивающих выполнению задач по противовоздушной обороне территории СССР, а также объектов за её пределами находящихся под охраной Вооружённых Сил СССР.
«День Войск ПВО» отмечался в СССР ежегодно, во второе воскресенье апреля. Указом Президента Российской Федерации от 31 мая 2006 года № 549 «Об установлении профессиональных праздников и памятных дней в Вооруженных Силах Российской Федерации» установлено, что День войск ПВО является памятным днем в Вооруженных Силах Российской Федерации. Отмечается также ежегодно, во второе воскресенье апреля.

## История и празднование
Первые наземные подразделения для ведения противовоздушной обороны появились в ВС Российской империи во время Первой мировой войны в конце 1914 года и предназначались для борьбы с аэропланами противника. Тогда они не имели специального вооружения и использовали для борьбы с авиацией обычные пулемёты и легкие пушки установленные на турельные установки. Эти подразделения уже в первых боях доказали свою эффективность и незаменимость, а потому, после Октябрьской революции, уже в Советской России при РККА были оперативно созданы войска противовоздушной обороны.
22 июня 1941 года началась Великая Отечественная война, а уже в сентябре началась оборона Москвы. Именно во время московской битвы войска ПВО показали максимум своих возможностей. Несмотря на подавляющее превосходство люфтваффе в воздухе, им так и не удалось нанести значительный непоправимый урон столице СССР. Конечно, войска ПВО действовали не в одиночку, но их вклад в защиту города невозможно переоценить.
20 февраля 1975 года Президиум Верховного Совета СССР учредил своим Указом, «День войск противовоздушной обороны страны» признав тем самым огромную заслугу войск ПВО в разгроме нацистской Германии, а также поощрив за неоценимый вклад в дело охраны государственной границы Советского Союза в мирное время. Праздник предписывалось праздновать 11 апреля. Однако, пять лет спустя (1 октября 1980 года), Президиум Верховного Совета СССР издаёт новый указ, в котором праздник «День войск ПВО» предписывалось отмечать второе воскресенье апреля.
Указом Президента Российской Федерации от 31 мая 2006 года № 549 «Об установлении профессиональных праздников и памятных дней в Вооруженных Силах Российской Федерации» каждое второе воскресенье апреля отмечается День войск противовоздушной обороны (в качестве памятной даты).